# Bamenohl
Bamenohl is een plaats in de Duitse gemeente Finnentrop, deelstaat Noordrijn-Westfalen.
Ahausen · 
Ahauser Mühle · 
Altfinnentrop · 
Bamenohl · 
Bausenrode · 
Becksiepen · 
Besten · 
Dahm · 
Delf · 
Deutmecke · 
Elsmecke · 
Faulebutter · 
Fehrenbracht · 
Finnentrop · 
Fretter · 
Frettermühle · 
Fretterspring · 
Frielentrop · 
Giebelscheid · 
Gierschlade · 
Glinge · 
Heggen · 
Hollenbock · 
Hülschotten · 
Illeschlade · 
Klingelborn · 
Kuckuck · 
Lenhausen · 
Mißmecke · 
Müllen · 
Ostentrop · 
Permecke · 
Ramscheid · 
Rönkhausen · 
Sange · 
Schliprüthen · 
Schliprüthener Mühle · 
Schöndelt · 
Schönholthausen · 
Schwartmecke · 
Serkenrode · 
Steinsiepen · 
Tiefenau · 
Weringhausen · 
Weuspert · 
Wiebelhausen · 
Wörden